# Robert McGinnis
Pour les articles homonymes, voir McGinnis.
Robert McGinnis, né le 3 février 1926 à Cincinnati et mort le 10 mars 2025, est un peintre et illustrateur américain. Il est connu pour ses couvertures de livres (plus de 1 200) et ses affiches de cinéma (plus d'une soixantaine), comme celles pour Diamants sur canapé (1961) et Barbarella (1968) ou des James Bond des années 1960 et 1970.

## Biographie
Adolescent, Robert McGinnis prend des cours de dessin au Cincinnati Art Museum puis part en Californie faire un apprentissage aux studios Walt Disney. Comme le déclenchement de la Seconde Guerre mondiale réduit l'activité de l'entreprise, il rentre étudier les beaux-arts à l'université d'État de l'Ohio. Après avoir servi dans la marine marchande des États-Unis à la fin de la guerre, il s'installe à Cincinnati où il travaille pour une agence publicitaire.
En 1953, il déménage avec son épouse à New York et conçoit des affiches publicitaires pour l'agence Fredman-Chaite. L'illustrateur Mitchell Hooks (en) le présente en 1958 à un agent qui lui décroche un contrat avec Dell Publishing pour illustrer des couvertures de thrillers, romans policiers et westerns. Il réalise également des illustrations pour des magazines de la presse féminine — Ladies' Home Journal, Woman's Home Companion, Good Housekeeping — et aussi pour Time Magazine, Argosy, National Geographic, Reader's Digest et The Saturday Evening Post.
En 1961, il réalise sa première affiche de cinéma pour Diamants sur canapé. Sa femme prend la pose avec leur chat sur son épaule et McGinnis se sert d'une photo de tournage d'Audrey Hepburn comme référence. En 1965, il commence une collaboration d'une dizaine d'années avec les producteurs des films de James Bond, d'Opération Tonnerre à L'Homme au pistolet d'or. Il assure ainsi une cohérence artistique à la franchise confrontée au départ de Sean Connery, qui est remplacé par George Lazenby puis par Roger Moore. McGinnis illustre aussi bien des films d'action, des westerns, que des comédies et des drames.
Dans les années 1970 et 1980, il crée de nombreuses illustrations pour les couvertures de romances modernes écrites par Kathleen Woodiwiss, Johanna Lindsey ou Rosemary Rogers.
Â partir de 2004, il réalise des couvertures dans le style des magazines pulp des années 1940 et 1950 pour les romans noirs de la maison d'édition Hard Case Crime.
En 2016, il commence à illustrer les couvertures de nouvelles éditions des romans de Neil Gaiman, toujours dans un style rétro.

## Illustrations
- Dell Publishing
- Fawcett Publications
  - Gold Medal Books
  - Crest Book
- Matt Helm

Auteurs

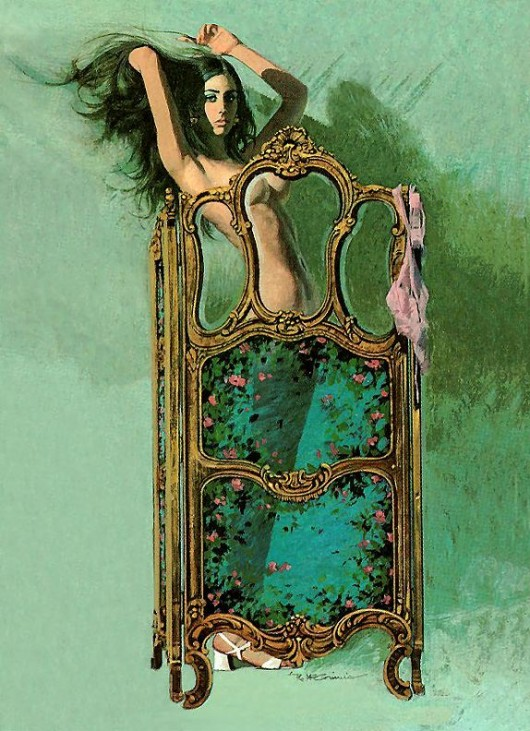
Nymph to the Slaughter par Robert McGinnis, 1963

- Erle Stanley Gardner, Irving Shulman, Lawrence Block, David F. Dodge, Max Allan Collins, Richard S. Prather, John Farris, Russell Atwood, Peter Rabe, Carter Brown, Michael Shayne...

### Affiches de cinéma
- Sur la piste de la grande caravane
- La Vie privée de Sherlock Holmes
- Le Casse de l'oncle Tom (Cotton Comes to Harlem)
- Il était une fois la révolution (Duck, You Sucker)
- Opération Tonnerre (Thunderball)
- Casino Royale
- On ne vit que deux fois (You Only Live Twice)
- Au service secret de sa Majesté (On Her Majesty's Secret Service)
- Les diamants sont éternels (Diamonds Are Forever)
- Vivre et laisser mourir (Live and Let Die)
- L'Homme au pistolet d'or (The Man with the Golden Gun)
- Bien joué Matt Helm (Murderers' Row)
- Micmac au Montana (Stay Away, Joe)
- Arabesque
- Le Jour du dauphin (The Day of the Dolphin)
- Comment voler un million de dollars (How to Steal a Million)
- Woody et les Robots (Sleeper)
- Matt Helm règle son comte (The Wrecking Crew)
- Brannigan
- Gator
- Matt Helm traqué (The Ambushers)
- Le Souffle de la tempête (Comes a Horseman)
- Diamants sur canapé (Breakfast at Tiffany's)
- Barbarella